# Mel Galley
Mel Galley (Cannock, 8 maart 1948 – aldaar, 1 juli 2008) was een Brits gitarist die onder andere in de band Whitesnake speelde.

## Loopbaan
Zijn eerste muzikale stappen zette Galley samen met zijn broer Tom bij groepen als The Enters en The News. Met Finders Keepers werden tussen 1966 en 1968 drie singles opgenomen. De broers Galley werkten vervolgens samen met bassist-zanger Glenn Hughes in Trapeze. Nadat Hughes zich bij Deep Purple had aangesloten, werd het succes van Trapeze minder.
In 1983 trad Galley toe tot Whitesnake, de band van oud-Deep Purple-lid David Coverdale. Na een handkwetsuur verdween hij echter uit de schijnwerpers. Wel was hij samen met Whitesnake-leden Bernie Marsden en Neil Murray betrokken bij de projectband MGM en werkte hij met zijn broer samen in het project Phenomena en bij reünieconcerten van Trapeze. Hij deed daarnaast veel mixwerk voor onder andere Living Loud. Met deze band was hij eind 2007 tijdens een tournee weer op het podium te zien.
In februari 2008 bracht hij via een weblog naar buiten dat hij ongeneeslijk ziek was. Op 1 juli 2008 overleed Galley aan slokdarmkanker.
- Bibliothèque nationale de France: cb13796064b (data)
- International Standard Name Identifier: 0000 0003 7207 4706
- MusicBrainz: 188c0132-0e8b-461c-a4f6-eeb0c8d45d7d
- Nationale Bibliotheek van Tsjechië: js20100125007
- Virtual International Authority File: 106938448